# Église Saint-Brice de Tourteron
L'église Saint-Brice est une église située à Tourteron, en France.

## Description
C'est une église de style gothique flamboyant. Elle est composée d’une nef de trois travées, flanquée de bas-côtés, d’un transept et d’un chœur à cinq pans.  La façade occidentale est surmontée d'un pignon aux rampants finement sculptés. Les ogives et doubleaux viennent se fondre dans les piles rondes de la nef.  Les piles du bras nord du transept sont ornées des armoiries d'Averhoult, (famille d'Averhoult), l'ancienne famille seigneuriale du lieu. Chaque voûte possède une clef pendante sculptée.

## Localisation
L'église est située sur la commune de Tourteron, dans le département français des Ardennes.

## Historique
C'est une église du XIIIe siècle restaurée au XVe siècle,.
L'édifice a été classé au titre des monuments historiques en 1913.

### Sources
- Hubert Collin, Les Églises anciennes des Ardennes, Édition de l'office départemental du tourisme des Ardennes, 1969, 178 p.
- Jean-François Pinard, Les Ardennes religieuses, Euromédia, 2010, 159 p.